# Microcarbo
Microcarbo is een geslacht van vogels uit de familie van de aalscholvers (Phalacrocoracidae). De wetenschappelijke naam van het geslacht is voor het eerst geldig gepubliceerd in 1856 door Charles Lucien Bonaparte.
Dit is een geslacht van kleine soorten aalscholvers. Er zijn soorten in de Oude Wereld en soorten in Australië. Alle soorten hebben een overwegend zwart verenkleed, zwarte poten en vaak een klein kuifje op het voorhoofd. Ze komen voor bij zowel zoutwater als zoetwatermeren. 

## Soorten
De volgende soorten zijn bij het geslacht ingedeeld:
- Microcarbo africanus – Afrikaanse dwergaalscholver
- Microcarbo coronatus – Kroonaalscholver
- Microcarbo melanoleucos – Kleine bonte aalscholver
- Microcarbo niger – Indische dwergaalscholver
- Microcarbo pygmaeus – Dwergaalscholver